# Te llevo conmigo
Te llevo conmigo es una película dramática en español de 2020 dirigida por Heidi Ewing, a partir de un guion de Ewing y Alan Page Arriaga. Está protagonizada por Armando Espitia, Christian Vázquez, Michelle Rodríguez, Ángeles Cruz, Arcelia Ramírez y Michelle González.
Tuvo su estreno mundial en el Festival de Cine de Sundance el 26 de enero de 2020, donde ganó los premios NEXT Innovator y Audience Awards.

## Sinopsis
Basado en el amor verdadero, este romance que abarca décadas comienza en México entre un aspirante a chef (Armando Espitia) y un maestro (Christian Vázquez). Sus vidas se reinician de maneras increíbles a medida que la presión social los impulsa a embarcarse en un viaje traicionero a Nueva York con sueños, esperanzas y recuerdos a cuestas.

## Elenco
- Armando Espitia como Iván
- Christian Vázquez como Gerardo
- Michelle Rodríguez como Sandra
- Ángeles Cruz como Rosa María
- Arcelia Ramírez como Madga
- Michelle González como Paola
- Raúl Briones como Marcos
- Pascacio López como César
- Luis Alberti como Cucusa

## Producción
La película es una coproducción entre México y Estados Unidos y se rodó en la Ciudad de México, Puebla, Jilotepec, Zapotitlán, Lerma y Nueva York.

## Lanzamiento
La película tuvo su estreno mundial en el Festival de Cine de Sundance el 26 de enero de 2020. Poco después, Sony Pictures Classics y Stage 6 Films adquirieron los derechos de distribución mundial de la película. La película estaba programada para proyectarse en el Festival de Cine de Tribeca en abril de 2020, seguida de un estreno en cines el 19 de junio de 2020, pero tanto el festival como el estreno fueron cancelados debido a la pandemia de COVID-19.
La película se proyectó en el Festival de Cine de Nueva York el 2 de octubre de 2020 y en otros festivales. Después de que se cancelaron varias fechas de estreno pospuestas debido a la pandemia de COVID-19, la película tuvo una carrera de clasificación para premios a partir del 4 de diciembre de 2020 y su estreno estaba programado para el 8 de enero de 2021. Sin embargo, fue retirado del calendario y fijado para una fecha no revelada de 2021. Finalmente se estrenó en cines de Estados Unidos el 25 de junio de 2021 y en cines de México el 8 de julio de 2021, donde debutó en el top 10 de películas en taquilla.

## Recepción de la crítica
Te llevo conmigo tiene un 97% de aprobación en el sitio web de recopilación de reseñas Rotten Tomatoes, basado en 89 reseñas, con un promedio de 7.9/10. El consenso de los críticos del sitio web dice: "Te llevo conmigo, un notable debut cinematográfico de la directora Heidi Ewing, encuentra temas universalmente resonantes en un tiempo y lugar específicos y ricamente detallados". En Metacritic, la película tiene una calificación de 76 sobre 100, basada en 23 críticas, lo que indica "críticas generalmente favorables".
Fue citada en varias listas de "Mejores películas del año" tanto en 2020 como en 2021, incluidas The Washington Post, People en Español, Rolling Stone, The Hollywood Reporter y TheWrap.

### Premios y nominaciones
| Premio                             | Fecha                    | Categoría                          | Candidato                                                | Resultado | Ref.   |
| ---------------------------------- | ------------------------ | ---------------------------------- | -------------------------------------------------------- | --------- | ------ |
| Festival de Cine de Sundance       | 1 de febrero de 2020     | NEXT Competition Innovator Award   | I Carry You with Me                                      | Ganador   | [ 14 ] |
| Festival de Cine de Sundance       | 1 de febrero de 2020     | NEXT Competition Audience Award    | I Carry You with Me                                      | Ganador   | [ 14 ] |
| Imagen Awards                      | 24 de septiembre de 2020 | Best Feature Film                  | I Carry You with Me                                      | Nominado  | [ 15 ] |
| Imagen Awards                      | 24 de septiembre de 2020 | Best Director - Feature Film       | Heidi Ewing                                              | Nominado  | [ 15 ] |
| Imagen Awards                      | 24 de septiembre de 2020 | Best Actor - Feature Film          | Armando Espitia                                          | Nominado  | [ 15 ] |
| Key West Film Festival             | 23 de noviembre de 2020  | Critics' Award                     | I Carry You with Me                                      | Ganador   | [ 16 ] |
| Hawaii Film Critics Society Awards | 12 de enero de 2021      | Best Foreign Language Film         | I Carry You with Me                                      | Nominado  | [ 17 ] |
| Kansas City Film Critics Circle    | 24 de enero de 2021      | Best Foreign Film                  | I Carry You with Me                                      | Nominado  | [ 18 ] |
| Latino Entertainment Film Awards   | 7 de marzo de 2021       | Best Picture                       | I Carry You with Me                                      | Nominado  | [ 19 ] |
| Latino Entertainment Film Awards   | 7 de marzo de 2021       | Mejor Actor                        | Armando Espitia                                          | Nominado  | [ 19 ] |
| Latino Entertainment Film Awards   | 7 de marzo de 2021       | Best International Film            | I Carry You with Me                                      | Nominado  | [ 19 ] |
| Cinema Eye Honors                  | 9 de marzo de 2021       | Heterodox Award                    | I Carry You with Me                                      | Nominado  | [ 20 ] |
| GLAAD Media Awards                 | 8 de abril de 2021       | Outstanding Film – Limited Release | I Carry You with Me                                      | Nominado  | [ 21 ] |
| Dorian Awards                      | 18 de abril de 2021      | Best Foreign Language Film         | I Carry You with Me                                      | Nominado  | [ 22 ] |
| Dorian Awards                      | 18 de abril de 2021      | Best LGBTQ Film                    | I Carry You with Me                                      | Nominado  | [ 22 ] |
| Premios Independent Spirit         | 22 de abril de 2021      | Mejor ópera prima                  | Heidi Ewing, Mynette Louie, Gabriela Maire, Edher Campos | Nominado  | [ 23 ] |
| Premios Independent Spirit         | 22 de abril de 2021      | Mejor Edición                      | Enat Sidi                                                | Nominado  | [ 23 ] |
| Premio Ariel                       | 27 de septiembre de 2021 | Mejor Actor                        | Armando Espitia                                          | Nominado  | [ 24 ] |
| Premio Ariel                       | 27 de septiembre de 2021 | Mejor Coactuación Masculina        | Christian Vázquez                                        | Nominado  | [ 24 ] |
| Premio Ariel                       | 27 de septiembre de 2021 | Mejor Coactuación Femenina         | Michelle Rodríguez                                       | Nominado  | [ 24 ] |
| Premio Ariel                       | 27 de septiembre de 2021 | Mejor Diseño de Producción         | Sandra Cabriada                                          | Nominado  | [ 24 ] |
| Impulse LGBTIQ+ Awards             | 29 de noviembre de 2021  | LGBTIQ+ Film of the Year           | I Carry You with Me                                      | Ganador   | [ 25 ] |
| Canacine Awards                    | 9 de diciembre de 2021   | Mejor Película                     | I Carry You with Me                                      | Nominado  | [ 26 ] |
| Canacine Awards                    | 9 de diciembre de 2021   | Mejor Actor                        | Armando Espitia                                          | Nominado  | [ 26 ] |
| Queerty                            | 1 de marzo de 2022       | Best Indie Movie                   | I Carry You with Me                                      | Nominado  | [ 27 ] |